# Huangshanguan (köpinghuvudort i Kina, Shandong Sheng, lat 37,54, long 120,28)
Huangshanguan (kinesiska: 黄山馆, 黄山馆镇) är en köpinghuvudort i Kina. Den ligger i provinsen Shandong, i den östra delen av landet, omkring 310 kilometer öster om provinshuvudstaden Jinan. Antalet invånare är 11 044. Befolkningen består av 5 450 kvinnor och 5 594 män. Barn under 15 år utgör 9,0 %, vuxna 15-64 år 75 %, och äldre över 65 år 14,0 %.
Runt Huangshanguan är det tätbefolkat, med 459 invånare per kvadratkilometer. Närmaste större samhälle är Zhangxing, 10,9 km sydost om Huangshanguan. Trakten runt Huangshanguan består till största delen av jordbruksmark.
Genomsnittlig årsnederbörd är 801 millimeter. Den regnigaste månaden är juli, med i genomsnitt 317 mm nederbörd, och den torraste är januari, med 11 mm nederbörd.